# Sarcophaga margaretae
Sarcophaga margaretae är en tvåvingeart som beskrevs av Fernando Lahille 1907. Sarcophaga margaretae ingår i släktet Sarcophaga och familjen köttflugor. Inga underarter finns listade i Catalogue of Life.